# Маспії
Маспії — давньоіранське плем'я, з якого взяла свій початок династія Ахеменідів. За однією з версій є еламським викривленим «хуваспа» — «ті, що мають добрих коней».